# آناکوندای خال‌خالی
آناکوندای خال‌خالی (نام علمی: Eunectes deschauenseei) نام یک گونه از سرده آناکوندا است.